# Stefan Güttel
Stefan Güttel (* 27. November 1981 in Dresden) ist ein deutscher angewandter Mathematiker.
Güttel studierte ab 2001 angewandte Mathematik an der TU Bergakademie Freiberg mit dem Diplom 2006 und der Promotion summa cum laude 2010 (Rational Krylov methods for operator functions) bei Michael Eiermann. Während der Zeit seiner Promotion war er als JSPS Fellow am nationalen japanischen Institut für Informatik. Als Post-Doktorand war er an der Universität Genf und ab 2011 an der Universität Oxford. 2012 wurde er Lecturer, später Reader und 2021 Professor an der University of Manchester.
Güttel befasst sich mit numerischen Algorithmen für großskalige Probleme aus Differentialgleichungssystemen und Big Data, insbesondere Krylow-Unterraum-Verfahren. Er arbeitete mit Firmen wie Intel, Schlumberger-Doll Research und Arup zusammen.
Seit 2018 ist er Fellow des Turing Institute, dem britischen nationalen Institut für Informatik und künstliche Intelligenz. 2018 erhielt einen Exzellenzpreis für Lehre der Universität Manchester. 2021 erhielt er den James-H.-Wilkinson-Preis vor allem für die Analyse, Implementation und Anwendung von rationalen und Block-Krylow-Methoden (Laudatio), die in jüngster Zeit populär wurden bei der Lösung von großen Eigenwertproblemen, Matrixgleichungen und Reduktion von Modellordnungen.
Er ist Mitherausgeber des SIAM Journal on Scientific Computing und der Electronic Transactions on Numerical Analysis.

## Schriften (Auswahl)
- mit M. Afanasjew, M. Eiermann, O. G. Ernst: Implementation of a restarted Krylov subspace method for the evaluation of matrix functions, Linear Algebra and its Applications, Band 429, 2008, S. 2293–2314
- mit P. Gonnet, L. N. Trefethen: Robust Padé approximation via SVD, SIAM Review, Band  55, 2013, S. 101–117
- Rational Krylov approximation of matrix functions: Numerical methods and optimal pole selection, GAMM Mitteilungen, Band 36, 2013, S. 8–31
- mit M. J. Gander: PARAEXP: A parallel integrator for linear initial-value problems, SIAM Journal on Scientific Computing, Band 35, 2013, S. C123–C142
- mit R. Van Beeumen, K. Meerbergen, W. Michels: NLEIGS: A class of robust fully rational Krylov methods for nonlinear eigenvalue problems, SIAM Journal on Scientific Computing, Band 36, 2014, S. A2842–A2864
- mit F. Tisseur: The nonlinear eigenvalue problem, Acta Numerica, Band 26, 2017, S. 1–94